# Bill Atkinson
Bill Atkinson (Los Gatos, 1951. március 17. – Portola Valley, 2025. június 5.) amerikai számítógépmérnök és természetfotós. 1978 és 1990 között az Apple egyik meghatározó munkatársa volt.

## Pályafutása
Atkinson volt az Apple Lisa, majd a Macintosh grafikus felhasználói felületének (GUI) fő tervezője és fejlesztője, a MacPaint alkalmazás létrehozója. Szintén ő tervezte a QuickDraw-t, a Lisa és a Macintosh alapvető grafikus eszközkészletét.
Tevékenységéért 1994-ben megkapta az EFF Pioneer Awardot.
Az Apple 1987-ben mutatta be a HyperCard rendszert, amely az első széles körben elterjedt hipertext szoftver lett, és néhány egészen nagy méretű alkalmazást is készítettek vele.